# Erik Magnus Sundman
Erik Magnus Sundman, född 24 februari 1820 i Sundsvall, död 18 juni 1896, var en svensk fiskare som satt i Sundsvalls stads stadsfullmäktige under 1863.
Sundman föddes som son till Jöns Sundman (1789-1834) och Anna Lisa Landberg (1790-1878). Han gifte sig 1848 med Brita Margaretha Kårström, (1819-1889) och de fick ett barn tillsammans.
Sundman satt i Sundsvalls stads stadsfullmäktige under 1863. Valet blev dock upphävt och han blev ej återvald.